# Kurt Hipper
Kurt Hipper (* 8. November 1932 in Zürich; † 10. Februar 2009 in Johannesburg) war ein deutscher Ruderer.
Kurt Hipper vom RV Neptun Konstanz belegte 1952 bei den Deutschen Meisterschaften im Einer den zweiten Platz hinter Waldemar Beck. 1956 bildete er mit Thomas Schneider einen Doppelzweier und gewann den Deutschen Meistertitel. Bei den Europameisterschaften erhielten die beiden die Silbermedaille hinter Juri Tjukalow und Alexander Berkutow aus der Sowjetunion.
Bei den Olympischen Spielen 1956 in Melbourne siegte der sowjetische Doppelzweier im Vorlauf vor Schneider und Hipper. Die beiden Deutschen qualifizierten sich als Sieger des zweiten Hoffnungslaufs für das Finale, zu dem vier Boote antraten. Im Finale siegten Tjukalow und Berkutow mit acht Sekunden Vorsprung auf das Boot aus den Vereinigten Staaten. Mit vier Sekunden Rückstand auf die drittplatzierten Australier belegten Schneider und Hipper den vierten Platz.
Kurt Hipper wanderte später nach Südafrika aus und vertrat das Land bei der FISA.